# バイナリ・リコンパイラ
バイナリ・リコンパイラ（英語: Binary recompiler）は、コンピュータプログラムの一種。実行ファイルを入力とし、その構造を解析することで最適化を行い、最適化されたプログラムの実行ファイルを出力する。バイナリ・リコンパイラは1980年代、ゲイリー・キルドールによって導入された。